# Der Pate (Filmreihe)
Der Pate ist eine US-amerikanische Mafia-Filmtrilogie von Francis Ford Coppola, die auf dem gleichnamigem Roman von Mario Puzo basiert. Die Filme folgen der fiktiven italoamerikanischen Mafiafamilie Corleone, deren Patriarch Vito Corleone zu einer wichtigen Figur des amerikanischen organisierten Verbrechens aufsteigt. Sein jüngster Sohn, Michael Corleone, wird sein Nachfolger. Die ersten beiden Filme der Trilogie gelten unter Kritikern und Filmfans zu den angesehensten Werken der Filmgeschichte. Die Filmreihe gewann zahlreiche Preise und war kommerziell sehr erfolgreich.

## Weitere Veröffentlichungen

### Sonderfassungen
Mit Der Pate: Die Saga erschien im Jahr 1977 eine vierteilige Fernsehfassung der ersten beiden Filme. 2020 folgte eine neue Fassung von Der Pate III mit dem Titel Der Pate, Epilog: Der Tod von Michael Corleone.

### Der Pate IV
Coppola gab an, dass er und Puzo über einen vierten Film sprachen. Der vierte Film sollte ein Prequel und eine Fortsetzung sein, die ähnlich wie Teil II erzählt werden sollte. Sie hatten ein mögliches Drehbuch besprochen, in dem Vito Corleone und Sonny in den 1930er Jahren die politische Macht und das Erpresserimperium der Familien erlangten und mit Vincent Corleone in den 1980er Jahren, der von Marys Tod heimgesucht wurde, das Familienunternehmen durch einen zehnjährigen zerstörerischen Krieg führte und schließlich die Geschäftsinteressen, den Respekt und die Macht der Familien verlor, eine letzte Szene mit Michael Corleone vor seinem Tod sah und die vollendete 100-jährige Geschichte vom Aufstieg und Fall der Familie Corleone.
Robert De Niro, Andy García und Talia Shire sollten ihre Rollen wiederholen. Leonardo DiCaprio hätte eine junge Version von Sonny Corleone dargestellt.
Im Juni 1999 hatte The Hollywood Reporter berichtet, dass ein vierter Film mit García in der Hauptrolle in Arbeit sei. García behauptete seitdem, das Drehbuch des Films sei fast fertig, doch nach Puzos Tod am 2. Juli beschloss Coppola, die Filmreihe auf unbestimmte Zeit einzustellen. Puzos Beitrag zu der möglichen Fortsetzung befasste sich mit der Familie Corleone in den frühen 1930er Jahren und wurde schließlich von Edward Falco zu einem Roman erweitert und 2012 als Die Corleones veröffentlicht. Der Nachlass von Puzo hatte versucht, Paramount Pictures von der Produktion des auf Die Corleones basierenden Films abzuhalten. 2012 hat sich Paramount die Rechte gesichert, weitere Pate-Filme zu drehen.

## Figuren
Die deutschen Fassungen entstanden sämtlichst bei der Berliner Synchron. Für die DVD-Veröffentlichung 2008 wurden die ersten beiden Filme vollständig neu eingesprochen. Bei Teil drei sowie der umgeschnittenen Fernsehfassung Die Saga griff man größtenteils auf andere Sprecher zurück. Traudel Haas ist die einzige Sprecherin, die in jeder deutschen Fassung der Reihe in derselben Hauptrolle zu hören ist. Gottfried Kramer wiederum sprach in allen drei Kinofilmen unterschiedliche Figuren.
| Figuren                     | Darsteller            | Darsteller                      | Darsteller            | Deutsche Sprecher (Kino)                                              | Deutsche Sprecher (DVD 2008)                       |
| Figuren                     | Der Pate              | Der Pate II                     | Der Pate III          | Deutsche Sprecher (Kino)                                              | Deutsche Sprecher (DVD 2008)                       |
| --------------------------- | --------------------- | ------------------------------- | --------------------- | --------------------------------------------------------------------- | -------------------------------------------------- |
| Vito Corleone               | Marlon Brando         | —                               | —                     | Gottfried Kramer                                                      | Helmut Krauss                                      |
| … jung                      | —                     | Robert De Niro                  | —                     | Christian Brückner                                                    | Christian Brückner                                 |
| Michael Corleone            | Al Pacino             | Al Pacino                       | Al Pacino             | Lutz Mackensy (Teil 1–2) Gottfried Kramer (Teil 3)                    | Lutz Mackensy (Teil 1–2) Gottfried Kramer (Teil 3) |
| Kay Adams-Corleone          | Diane Keaton          | Diane Keaton                    | Diane Keaton          | Traudel Haas                                                          | Traudel Haas                                       |
| Albert „Al“ Neri            | Richard Bright        | Richard Bright                  | Richard Bright        | Helmut Heyne (Teil 1) Joachim Kerzel (Teil 2) Kurt Goldstein (Teil 3) | Andreas Hosang                                     |
| Connie Corleone             | Talia Shire           | Talia Shire                     | Talia Shire           | Katrin Schaake (Teil 1–2) Reha Hinzelmann (Teil 3)                    | Alexandra Wilcke                                   |
| Theresa Hagen               | Tere Livrano          | Tere Livrano                    | Tere Livrano          | Henriette Gonnermann                                                  |                                                    |
| Francesca Corleone          | Jeanne Savarino Pesch | Jeanne Savarino Pesch           | Jeanne Savarino Pesch | N/A                                                                   | N/A                                                |
| Kathryn Corleone            | Janet Savarino Smith  | Janet Savarino Smith            | Janet Savarino Smith  | N/A                                                                   | N/A                                                |
| Don Tommasino               | Corrado Gaipa         | Mario Cotone                    | Vittorio Duse         | N/A                                                                   | N/A                                                |
| Anthony Corleone            | Anthony Gounaris      | James Gounaris                  | Franc D’Ambrosio      | Benjamin Völz                                                         | Benjamin Völz                                      |
| Fredo Corleone              | John Cazale           | John Cazale                     | (Archiv)              | Jürgen Thormann                                                       | Olaf Reichmann                                     |
| Tom Hagen                   | Robert Duvall         | Robert Duvall                   | —                     | Norbert Langer                                                        | Tom Vogt                                           |
| Sonny Corleone              | James Caan            | James Caan                      | —                     | Thomas Stroux                                                         | Oliver Stritzel                                    |
| Peter Clemenza              | Richard S. Castellano | —                               | —                     | Richard Haller                                                        | Hans-Werner Bussinger                              |
| … jung                      | —                     | Bruno Kirby                     | —                     | Stefan Behrens                                                        | Marco Kröger                                       |
| Salvatore Tessio            | Abe Vigoda            | John Aprea Abe Vigoda           | —                     | Heinz Petruo                                                          | Engelbert von Nordhausen                           |
| Carmela Corleone            | Morgana King          | Morgana King Francesca De Sapio | —                     | Tilly Lauenstein                                                      | Kerstin Sanders-Dornseif                           |
| Carlo Rizzi                 | Gianni Russo          | Gianni Russo                    | —                     | Goran Ebel                                                            |                                                    |
| Sandra Corleone             | Julie Gregg           | Julie Gregg                     | —                     | Eva-Maria Werth                                                       |                                                    |
| Rocco Lampone               | Tom Rosqui            | Tom Rosqui                      | —                     | N/A                                                                   | N/A                                                |
| Willi Cicci                 | Joe Spinell           | Joe Spinell                     | —                     | Wolfgang Völz (Teil 1) Michael Chevalier (Teil 2)                     | Jan Spitzer                                        |
| Genco Abbandando            | Franco Corsaro        | Frank Sivero                    | —                     | Manfred Lehmann                                                       | Björn Schalla                                      |
| Johnny Fontane              | Al Martino            | —                               | Al Martino            | Gerd Martienzen                                                       |                                                    |
| Calo                        | Franco Citti          | —                               | Franco Citti          | N/A                                                                   | N/A                                                |
| Lucy Mancini                | Jeannie Linero        | —                               | Jeannie Linero        | Margot Rothweiler                                                     |                                                    |
| Enzo Aguello                | Gabrielle Torrei      | —                               | Gabrielle Torrei      | N/A                                                                   | N/A                                                |
| Apollonia Vitelli-Corleone  | Simonetta Stefanelli  | —                               | (Archiv)              | Edeltraut Elsner                                                      |                                                    |
| Captain McCluskey           | Sterling Hayden       | —                               | —                     | Arnold Marquis                                                        | Bert Franzke                                       |
| Jack Woltz                  | John Marley           | —                               | —                     | Edgar Ott                                                             | Roland Hemmo                                       |
| Don Emilio Barzini          | Richard Conte         | —                               | —                     | Christian Rode                                                        | Klaus-Dieter Klebsch                               |
| Virgil „Der Türke“ Sollozzo | Al Lettieri           | —                               | —                     | Gert Günther Hoffmann                                                 | Erich Räuker                                       |
| Mary Corleone               | —                     | Sofia Coppola                   | Sofia Coppola         | Daniela Hoffmann                                                      | Daniela Hoffmann                                   |
| Frankie Pentangeli          | —                     | Michael V. Gazzo                | —                     | Gottfried Kramer                                                      | Jürgen Kluckert                                    |
| Senator Pat Geary           | —                     | G. D. Spradlin                  | —                     | Hellmut Lange                                                         | Bodo Wolf                                          |
| Merle Johnson               | —                     | Troy Donahue                    | —                     | Claus Jurichs                                                         | Oliver Siebeck                                     |
| Johnny Ola                  | —                     | Dominic Chianese                | —                     | Edgar Ott                                                             | Lutz Schnell                                       |
| Signor Roberto              | —                     | Leopoldo Trieste                | —                     | Wolfgang Spier                                                        | Hans-Jürgen Dittberner                             |

## Rezeption und Auswertung
| Film             | Einspielergebnisse in US-Dollar | Einspielergebnisse in US-Dollar | Einspielergebnisse in US-Dollar | Budget  | Rotten Tomatoes | Metacritic |
| Film             | Nordamerika                     | Deutschland                     | Weltweit                        | Budget  | Rotten Tomatoes | Metacritic |
| ---------------- | ------------------------------- | ------------------------------- | ------------------------------- | ------- | --------------- | ---------- |
| Der Pate I       | 136.381.073                     | 69.383                          | 250.341.816                     | 6 Mio.  | 97 %            | 100/100    |
| Der Pate II      | 47.834.595                      | N/A                             | 47.961.919                      | 13 Mio. | 96 %            | 90/100     |
| Der Pate III     | 66.761.392                      | N/A                             | 136.861.392                     | 54 Mio. | 66 %            | 60/100     |
| Der Pate, Epilog | Direct-to-Video                 | Direct-to-Video                 | Direct-to-Video                 | 54 Mio. | 86 %            | 76/100     |
| Gesamt:          | 250.977.060                     | 69.383 +                        | 435.165.127                     | 73 Mio. | —               | —          |

Die ersten beiden Teile der Reihe werden zu den angesehensten Mafiafilmen der Filmgeschichte gezählt. Bei Metacritic ist der erste Film einer von wenigen mit ausschließlich Höchstwertungen, der zweite Teil gehört dort ebenfalls zu den Top 400. Der Pate III erhielt weitaus schwächere Kritiken, konnte aber mit der neuen Schnittfassung Der Pate, Epilog: Der Tod von Michael Corleone mehr Kritiker überzeugen.
Die Filmreihe war auch ein großer Publikumserfolg und steht in der Liste der weltweit erfolgreichsten Filmtrilogien auf dem 43. Platz (Stand: 9. November 2024). Weiterhin platzieren die Nutzer der IMDb die ersten beiden Teile auf Platz zwei und vier ihrer Top 250.
Die Filmreihe erhielt zahlreiche Auszeichnungen. Dabei erhielt Der Pate – Teil II die meisten. Die drei Kinofilme wurden insgesamt 27-mal in den verschiedensten Kategorien für den Oscar nominiert. Davon gewann die Filmreihe neun, drei davon gewann ersterer und Teil II sechs weitere. Die Filme gewannen zwei BAFTA Awards und wurden für sieben nominiert. Deutlich mehr Preise gewann die Trilogie bei den Golden Globes, insgesamt fünf, mit 15 weiteren Nominierungen.
| Kategorie                   | Der Pate        | Der Pate – Teil II | Der Pate III |
| --------------------------- | --------------- | ------------------ | ------------ |
| Bester Film                 | Gewonnen        | Gewonnen           | Nominiert    |
| Beste Regie                 |                 | Gewonnen           | Nominiert    |
| Bester Hauptdarsteller      | Gewonnen        | Nominiert          |              |
| Bester Nebendarsteller      | 3 Nominierungen | Gewonnen           | Nominiert    |
| Bester Nebendarsteller      | 3 Nominierungen | 2 Nominierungen    | Nominiert    |
| Beste Nebendarstellerin     |                 | Nominiert          |              |
| Bestes adaptiertes Drehbuch | Gewonnen        | Gewonnen           |              |
| Bestes Szenenbild           |                 | Gewonnen           | Nominiert    |
| Bester Schnitt              | Nominiert       |                    | Nominiert    |
| Bestes Kostümdesign         | Nominiert       | Nominiert          |              |
| Beste Filmmusik             |                 | Gewonnen           |              |
| Beste Kamera                |                 |                    | Nominiert    |
| Bester Song                 |                 |                    | Nominiert    |
| Bester Ton                  | Nominiert       |                    |              |

## Computerspiele
Der Side-Scroller-Shooter The Godfather (1991) ist das erste Videospiel, das auf der Trilogie basiert. Das 2006 erschienene gleichnamige Spiel basiert auf dem ersten Film. Der Pate 2 (2009) basierte auf dem zweiten Film. Ein Handyspiel, The Godfather: Family Dynasty, wurde für iOS- und Android-Geräte im Jahr 2017 veröffentlicht.